# Paul Hecht
Pour les articles homonymes, voir Hecht.
Paul Hecht, est un acteur britannico-canadien, né le 16 août 1941 à Londres (Angleterre, Royaume-Uni).

## Filmographie
- 1973 : Pueblo (TV) : Lt. S.R. Harris
- 1974 : Only God Knows : Rabbi Isaac Sherman
- 1975 : La Mort en rêve (The Reincarnation of Peter Proud) : Dr. Samuel Goodman
- 1975 : The Impostor (TV) : Joe Tyler
- 1975 : Fear on Trial (TV) : Paul
- 1975 : Le Dernier des Mohicans (The Last of the Mohicans) (TV) : Duncan Heyward (voix)
- 1976 : The Adams Chronicles (en) (feuilleton TV) : Jay Gould
- 1976 : Street Killing (TV) : Carelli
- 1976 : The Savage Bees (TV) : Dr. Rufus Carter
- 1977 : Poets on Film No. 1 (voix)
- 1979 : Mary and Joseph: A Story of Faith (TV) : Joachim
- 1980 : OHMS (TV) : Thomas Eichen
- 1981 : Threshold : Heart Day M.C.
- 1981 : Une femme d'affaires (Rollover) : Khalid
- 1981 : Family Reunion (TV) : Vernon Markham
- 1981 : Family Reunion (TV) : Vernon Markham
- 1982 : Tempest : Paul
- 1983 : The Haunted Mansion Mystery (TV) : Mr. Wilson
- 1983 : Au bout du chemin (Running Out) (TV) : Michel Genet
- 1983 : Aline et Cathy (Kate and Allie) - (Saison 1, 2, 3 ) :  Dr. Charles Lowell, ex-mari de Aline
- 1985 : Joshua Then and Now : Eli Seligson
- 1985 : À nous deux, Manhattan ("I'll Take Manhattan") (feuilleton TV) : Pavka Meyer
- 1988 : A New Life (en) d'Alan Alda : Barry
- 1989 : True Blue (TV) : Comissioner
- 1991 : Walking the Dog
- 1992 : Jack and His Friends : Tom
- 1994 : Janek: The Silent Betrayal (TV) : Van Dorn
- 1995 : As the World Turns (série TV) : Alexander Cabot (1992-1995)
- 1995 : Malveillance (With Hostile Intent) (TV) : Chief Darnell
- 1996 : Le Club des ex (The First Wives Club) : 'A Certain Age' Cast Member
- 1997 : Parties intimes (Private Parts) : Ross Buckingham
- 1998 : Frank the Wrabbit (voix)
- 1998 : Naked City: A Killer Christmas (en) (TV) : Kosinski
- 1999 : Dear America: Dreams in the Golden Country (TV) : Papa
- 1999 : New York, unité spéciale (saison 1, épisode 2) : Robert Sidarsky
- 1999 : Rembrandt: Fathers & Sons (TV) : Rabbi Menasseh Ben Israel
- 2001 : Les Pieds sur terre (Down to Earth) : Director
- 2001 : Une vie pour une vie (Midwives) (TV)
- 2002 : Scar Tissue (TV) : Alex
- 2002 : Last Call (TV) : Samuel Kroll